# Nuoto in acque libere ai campionati mondiali di nuoto 2023
Le competizioni di nuoto in acque libere ai campionati mondiali di nuoto 2023 si sono svolte dal 15 al 20 luglio 2023 nelle acque del Seaside Momochi Beach Park di Fukuoka, in Giappone.
Sono state disputate un totale di 5 gare: 2 maschili, 2 femminili e una a squadre miste.

## Calendario
| Data           | Ora (UTC+9) | Evento          |
| -------------- | ----------- | --------------- |
| 15 luglio 2023 | 08:00       | 10 km femminili |
| 16 luglio 2023 | 08:00       | 10 km maschili  |
| 18 luglio 2023 | 08:00       | 5 km femminili  |
| 18 luglio 2023 | 10:00       | 5 km maschili   |
| 20 luglio 2023 | 08:00       | 6 km a squadre  |

## Podi

### Uomini
| Evento           | Oro               | Tempo     | Argento              | Tempo     | Bronzo            | Tempo     |
| ---------------- | ----------------- | --------- | -------------------- | --------- | ----------------- | --------- |
| 5 km (dettagli)  | Florian Wellbrock | 53'58"0   | Gregorio Paltrinieri | 54'02"5   | Domenico Acerenza | 54'04"2   |
| 10 km (dettagli) | Florian Wellbrock | 1h50'40"3 | Kristóf Rasovszky    | 1h50'59"0 | Oliver Klemet     | 1h51'00"8 |

### Donne
| Evento           | Oro         | Tempo     | Argento               | Tempo     | Bronzo            | Tempo     |
| ---------------- | ----------- | --------- | --------------------- | --------- | ----------------- | --------- |
| 5 km (dettagli)  | Leonie Beck | 59'31"7   | Sharon van Rouwendaal | 59'32"7   | Ana Marcela Cunha | 59'33"9   |
| 10 km (dettagli) | Leonie Beck | 2h02'34"0 | Chelsea Gubecka       | 2h02'38"1 | Katie Grimes      | 2h02'42"3 |

### Misto
| Evento                    | Oro                                                                              | Tempo     | Argento                                                             | Tempo     | Bronzo                                                            | Tempo     |
| ------------------------- | -------------------------------------------------------------------------------- | --------- | ------------------------------------------------------------------- | --------- | ----------------------------------------------------------------- | --------- |
| 6 km a squadre (dettagli) | Italia Barbara Pozzobon Ginevra Taddeucci Domenico Acerenza Gregorio Paltrinieri | 1h10'31"2 | Ungheria Bettina Fabian Anna Olasz Kristóf Rasovszky Dávid Betlehem | 1h10'35"3 | Australia Chelsea Gubecka Moesha Johnson Nicholas Sloman Kyle Lee | 1h11'26"7 |

## Medagliere
| Pos.   | Paese       | Oro | Argento | Bronzo | Totale |
| ------ | ----------- | --- | ------- | ------ | ------ |
| 1      | Germania    | 4   | 0       | 1      | 5      |
| 2      | Italia      | 1   | 1       | 1      | 3      |
| 3      | Ungheria    | 0   | 2       | 0      | 2      |
| 4      | Australia   | 0   | 1       | 1      | 2      |
| 5      | Paesi Bassi | 0   | 1       | 0      | 1      |
| 6      | Brasile     | 0   | 0       | 1      | 1      |
| 6      | Stati Uniti | 0   | 0       | 1      | 1      |
| Totale | Totale      | 5   | 5       | 5      | 15     |